# Семих Шентюрк
Семих Шентюрк (на турски: Semih Şentürk) е турски футболист, нападател на турския гранд Фенербахче. Шентюрк е роден на 29 април 1983 г. в Измир. Висок е 1,83 метра и тежи 78 килограма.